# You Can Dance
You Can Dance je prvi remix album američke pjevačice Madonne izdan 18. studenog 1987. pod Sire Recordsom. Album sadrži obrade pjesama s prva tri studijska albuma Madonna (1983), Like a Virgin (1984) i True Blue (1986), te novu pjesmu "Spotlight". U 1980-ima je ovaj način obrade pjesama još uvijek bio novi koncept i nova tehnologija, kojim se određeni vokalni izraz mogao beskrajno kopirati, ponoviti, izrezivati, premještati gore i dolje, te dodavati eho, jeku, piskutave tonove ili bas. Madonnu je zainteresirao ovaj novi koncept stvranja glazbe, te je napomenula kako ne voli kada drugi obrađuju njezine pjemsme te da to želi sama učiniti.
Madonna je pozvala svog starog prijatelja i producenta Johna "Jellybean" Beniteza kako bi joj pomogao obraditi pjesme. U pomoć je pizvala i Patricka Leonarda, producenta na njezinom trećem studijskom albumu True Blue. Pjesme na You Can Dance su podlegle brojnim tehnikama obrađaivanja pjesama. Instrumental uvodi su produženi kako bi produžili vrijeme za ples, što je potkopalo čvršću strukturu izvorne pop pjesme. Vokalni izrazi su ponavljani i podvrgnuti višestrukim odjecima. Na određenim mjestima se ne čuje nikakva glazba osim bubnjeva, dok se u drugo vrijeme čuju samo određena vrsta činela. Omot albuma označava Madonninu stalnu fascinaciju s hispanskom kulturom.
You Can Dance je primio većinom pozitivne komentare kritičara, koji su naglasili kako već dobro poznate pjesme dolaze u sasvim novoj strukturi, nazivajući album ključnim za tulume. Album je bio komercijalna uspješnica, zaradivši platinastu certifikaciju od strane Recording Industry Association of America (RIAA) za prodanih više od milijun kopija u Sjedinjeim Državama. Album je dospio u Top 10 u Francuskoj, Italiji, Japanu, Nizozemskoj, Novom Zelandu, Norveškoj i Ujedinjenom Kraljevstvu. Prodan je u više od pet milijuna primjeraka u cijelom svijetu, što ga čini drugim najprodavanijim remix albumom svih vremena samo iza Blood on the Dance Floor Michaela Jacksona. "Spotlight" je jedini singl s albuma, ali izdan samo u Japanu. U Sjedinjenim Državama se pjesma pojavila na Billboard Airplay Chart zbog velikog radijskog emitiranja.

## Pozadina
U studenom 1987., Warner Bros. Records je naručio izdavanje albuma You Can Dance. To je bio prvi Madonnin album koji se uključivao već objavljene pjesme. Usmjeravao se na plesni segment publike. Album je sadržavao sedam Madonninih ranije objavljenih pjesama u novom obrađenom 'remix' formatu, što je bio revolucionarni koncept 1980-ih. Sredinom 80-ih, post-disco glazba je bila izrazito popularna, a koncept remixa pjesme se smatrao novim smjerom u glazbi. Nekoliko je umjetnika radilo remixe svojih pjesama i od toga pravio novi album. Obrada pjesme je bila interpretativni proces, te su sami izvođači bili uključeni u proces, ali pjesma je svoj konačni izgled dobila kada bi dospjela u ruke glazbenih producenata. Drugačiji dijelovi pjesama, uključujući glavni vokal, prateće vokale, gitare, bas, sintisajzeri i bubnjevi su prošli kroz proces obrade, te je konačni zvuk bio drugačiji od izvornog. Obrada određuje koliko će glasno ti instrumenti zvučati u usporedbi s ostalima i koje zvučne efekte treba pridodati svakom instrumentu. Dostignuća u studijskoj tehnologiju su omogućavala ošterenje zvuka u bilo kojem smjeru i nakon što je pjesma bila snimljena. Aranžman pjesme je radije smišljan za vrijeme procesa obrade pjesme, nego prije samog procesa. Određene vokalne dionice su se mogle beskonačno mnogo puta umnažati, ponavljati, rezati i premještati.
Ovo je bio koncept koji je zaintrigirao Madonnu za vrijeme snimanja trećeg studijskog albuma True Blue. Tako je izavila: "Ne volim kad drugi ljudi obrađuju moje pjesme. Ne želim slušati takvu svoju pjesmu. Taj posao je za mene. Fanovima se to sviđa i ovo je napravljeno za te fanove koji žele pjesmu čuti u klubu u nekom novom ruhu." Zatim je ideju da objavi album s remixom pjesama predložila Warner Brosu. S gledišta Warnera, ovo je bio komercijalna blagodat, jer je to značilo više novaca iz istih pjesama. Umjesto da su Madonni platili odlazak u studio i snimanje novog albuma, odlučili su se za puno jeftiniju odluku da snimi remix album. Ali su zato Madonni dali punu ovlast u biranju suradnika koji će joj pomoći u nastanku albuma.

## Nastanak albuma
Madonna se za snimanje remix albuma obratila starim prijateljima i producentima Johnu "Jellybean" Benitezu, te Patricku Leonardu, producentu Madonninog trećeg studijskog albuma True Blue. Zajedno su odabrali šest Madonninih starih pjesama i odlučili im dati drugačiju formu. Pjesme koje su ušle u izbor su "Holiday", "Everybody" i "Physical Attraction" s Madonna (1983), "Into the Groove" i "Over and Over" s Like a Virgin (1984), i kao posljednja, "Where's the Party" s True Blue. Zajedno s ovim već objavljenim pjesmama, na popis je uključena do tada ne objavljena pjesma "Spotlight". Madonna je rekla da je inspiraciju pronašla u pjesmi "Everybody Is a Star" (1970) američkog sastava Sly and the Family Stone. Napisana od strane Madonne, Stephena Braya i Curtisa Hudsona, "Spotlight" je izvorno snimljena za vrijeme nastajanja True Blue albuma. Ali s tog albuma je izostavljena jer je Madonna bila mišljenja da je pjesma strukturom i kompozicijom slična njezinoj pjesmi "Holiday".
Nakon što su započeli s remiksiranjem, Benitez je rekao "Postavila su se neka osnovna pitanje poput 'Koliko glasno trebaju biti bibnjevi? Koliko dugo treba odgoditi vokal?' To su kreativne odluke koje će promijeniti završio komad glazbe." Shep Pettibone, jedan od producenata albuma je komentirao da "bez glazbe na kojoj bi se moglo raditi nema ništa. Ali Madonna je već imala svoj katalog plesnih pjesama koji su bili dovoljan materijal za cijeli život." Remiksi na You Can Dance su bili izloženi različitim tehnikama obrade pjesama. Instrumental dionice su bile produžene kako bi se povećalo vrijeme za ples, što je potkopala čvrstu strukturu pop pjesme. Vokalne dionice su ponavljane i poidvrgnute višestrukim odjecima. Na nekim se glazba, osim bubnjeva, uopće ne čuje.
Naslovnica albuma je ponovno otkrila Madonninu fasciniranost španjoslskom kulturom i modom. Izgledala je kao ženski toreador. U albumu se nalazio i poster te zlatno omotana knjižica u kojoj su se nalazila vremena trajanja pjesama s razlikom trajanja obrade i izvornog obila pjesme. Brian Chin, novinar Rolling Stonea, je napisao tu knjižicu za album, te je objasnio proces remiksiranja i zašto je baš tih sedam pjesama izabrano za album.

## Recenzije albuma
Stephen Thomas Erlewine iz Allmusic kaže da: "You Can Dance drži pozornost na prvoj pjesmi, dodavajući ne-LP singlove poput 'Into the Groove', te dodatne pjesme poput 'Where's The Party'. Kako je to dance album, nema veze što se 'Holiday' i 'Into the Groove' pojavljuju dva puta, jer su to bitni ritmovi a glazba je različita u obje verzije. Istina je da neke pjesme zvuče kao da su obrađene 80-ih, ali to je dio njihovog šarma i zato se to dobro drži. Nije bitno, ali je zabavno." Blender je albumu dodijelio samo jednu od pet zvjezdica, dovodeći u upit potrebu za ovakvim albumima ako su izvođačevi singlovi i ovako plesni. Robert Christgau misli da "efekti, ponavljanja, pauze dodane od strane izvrne ekipe remiksera, iznose novu glazbu koja vas obuzima." J. Randy Taraborrelli je zaključio da je "You Can Dance iznio jasnu činjenicu o Madonni. Dok ona izrasta u ozbiljnu pop zvijezdu, glazbeno je još uvijek znala održati najbolje zabave." Hvalio je remikse pjesama "Holiday", "Everybody", "Physical Attraction" i "Into the Groove". The Miami Herald kaže da album: "ima dobar ritam i može se plesati. Madonnin novi album zapravo nije nov, više kolekcija plesnih hitova koje su obradili DJ-i uzimajući pjesmu po pjesmu i mjenjajući je. Većina tih remiksa je 12-inčni singl, i You Can Dance je upravo kompilacija takvih. Remiksi zvuče osvježavajuće i daju novi izgled već poznatim i popularnim pjesmama." Chicago Tribune nije bio oduševljen albumom, nazivajući ga proračunatim. Međutim, Daniel Brogan iz istog časopisa je hvalio album, napominjući da je "Madonna vratila novu radost ljudima koji kupuju poklone za Božić, i da će You Can Dance koji je pun zabave, ispuniti plesne podije koji će goritisve do Nove Godine." The Washington Post je album nazvao "kolekcijom punom energije s produženim dance remiksima, koji će zasigurno biti najbolje na zabavama po gradu." USA Today napominje da iako "album možda zvuči pkmalo iscrpljujuće, zabava na albumu ne prestaje." SoundGuardian je albumu dodijelio tri od pet zvjezdica te kaže: "You Can Dance je album ritma i ničeg drugog. Prikazuje Madonnu u njenom izvornom obliku – plesačicu i prije svega ikonu klubova. [...] Ne sumnjam u uspješnost ovog remiks albuma na klupskoj sceni osamdesetih, no danas se sve to čini pomalo zastarjelo. Synthovi, izmiksani glasovi te ponavljanje refrena od jutra do sutra bi vas ponijelo u obliku Studia 54 ili nekog sličnog partyja, no ovako je to plesno razvodnjavanje nečega što je dovoljno banalizirano da bi sasvim dobro funkcioniralo."

## Komercijalni uspjeh
Album je u Sjedinjenim Državama izdan 18. studenog 1987., te je dospio na 14. mjesto Billboard 200. Album je debitirao i na 41. mjestu Hot Dance Music/Club Play ljestvice, i popeo se na 17. mjesto sljedeći tjedan. Ti remiksi su zajednički poslni na radio postaje pod nazivom You Can Dance – LP Cuts. LP cuts su odmah zatim dospjeli na vrh dance ljestvice, i tako postali Madonnin sedmi broj 1 na Hot Dance Music/Club Play ljestvici. Recording Industry Association of America (RIAA) je albumu dodijelila platinastu certifikaciju za distribuciju milijun primjeraka u Sjedinjenim Državama. U Kandi je album debitirao na 55. mjestu RPM Albums Chart 5. prosinca 1987. Nakon pet tjedana je dospio na 11. mjesto što mu je ostala najviša pozicija na ljestvici. Na ljestvici se zadržao ukupno 21 tjedan.
U Australiji je You Can Dance debitirao na 15. mjestu Kent Music Report ljestvici, te dospio na 13. mjesto koje mu je bio najbolji plasman. Australian Recording Industry Association (ARIA) mu je dodijelila platinastu certifikaciju za prodanih više od 70.000 primjeraka albuma. You Can Dance je dospio na 4. mjesto na Novom Zelandu. U Ujedinjenom Kraljevstvu je album na ljestvicu ušao 28. studenog 1987., te dospio na 5. mjesto. To je bio Madonnin peti Top 10 album tamo. Na ljestvici je proveo 16 tjedana, te je zaradio platinastu certifikaciju za prodanih više od 300.000 primjeraka albuma. Album je ponovno ušao na ljestvicu 4. ožujka 1995. kada je izdan u pola cijene. Na europskoj je ljestvici dospio na šesto mjesto, a u Top 5 je dospio u Norveškoj i Španjolskoj, U Top 20 u Austriji, Njemačjoj, Švedskoj i Švicarskoj. U Francuskoj je dospio na drugo mjesto, a u Italiji se popeo na vrh ljestvice. U svijetu je prodano više od pet milijuna kopija albuma, te je tako postao drugi najprodavaniji remix album svih vremena.

## Singlovi
"Spotlight" je kao singl izdan 25. travnja 1988. u Japanu. Nikada nije izdan kao singl u Sjedinjenim Državama, pa se tako nije mogao pojaviti na Billboard Hot 100 ljestvici. Bez obzira na to, radio postaje su puštale pjesmu, te je ona dosegla zapaženo emitiranje što joj je omogućilo pojavljivanje na Hot 100 Airplay ljestvici na početku 1988. Na airplay ljestvici je debitirala na 37. mjestu 16. siječnja 1988. i bio je najviši ulaz tog tjedna. Nakon tri tjedna je dospjela na 32. mjesto što joj je ostalo najviši plasman. Već sljedeći tjedan je pala na 40. mjesto. Također je ušla i na Billboardovu Hot Crossover Singles ljestvicu, s najvišom pozicijom na 15. mjestu. Pjesma je u Japanu objavljena 25. travnja 1988. i ušla je na Oricon Singles Chart, s najvišom pozicijom na broju 3. Na ljestvici je bila deset tjedana.

## Popis pjesama
| Br. | Skladba                                                  | Tekstopisac                            | Producent(i)                           | Trajanje |
| --- | -------------------------------------------------------- | -------------------------------------- | -------------------------------------- | -------- |
| 1.  | »Spotlight« (John Benitez Edit)                          | Madonna, Stephen Bray                  | Stephen Bray                           | 6:15     |
| 2.  | »Holiday« (John Benitez Edit)                            | Curtis Hudson, Lisa Stevens            | John Benitez                           | 6:42     |
| 3.  | »Everybody« (Forest i Frank Heller Edit)                 |                                        | Mark Kamins                            | 6:43     |
| 4.  | »Physical Attraction«                                    | Reggie Lucas                           | Reggie Lucas                           | 6:20     |
| 5.  | »Over and Over« (Steve Thompson i Michael Barbiero Edit) | Madonna, Stephen Bray                  | Nile Rodgers                           | 7:11     |
| 6.  | »Into the Groove« (Shep Pettibone Edit)                  | Madonna, Stephen Bray                  | Madonna, Stephen Bray                  | 8:26     |
| 7.  | »Where's the Party« (Shep Pettibone Edit)                | Madonna, Patrick Leonard, Stephen Bray | Madonna, Patrick Leonard, Stephen Bray | 7:36     |

| 8. | »Holiday« (Dub Version)         | Curtis Hudson, Lisa Stevens | John Benitez          | 6:56 |
| 9. | »Into the Groove« (Dub Version) | Madonna, Stephen Bray       | Madonna, Stephen Bray | 6:23 |

| 10. | »Where's the Party« (Dub Version) | Madonna, Patrick Leonard, Stephen Bray | Madonna, Patrick Leonard, Stephen Bray | 6:20 |

| 11. | »Spotlight« (Dub Version)     | Madonna, Stephen Bray | Stephen Bray | 4:50 |
| 12. | »Over and Over« (Dub Version) | Madonna, Stephen Bray | Nile Rodgers | 6:45 |

## Uspjeh na ljestvicama i certifikacije
| Ljestvica                    | Pozicija |
| ---------------------------- | -------- |
| Australija                   | 13       |
| Austrija                     | 13       |
| Europa                       | 6        |
| Francuska                    | 2        |
| Italija                      | 1        |
| Japan                        | 5        |
| Kanada                       | 11       |
| Nizozemska                   | 6        |
| Norveška                     | 5        |
| Novi Zeland                  | 4        |
| Njemačka                     | 13       |
| Španjolska                   | 16       |
| Švedska                      | 10       |
| Švicarska                    | 11       |
| Ujedinjeno Kraljevstvo       | 5        |
| US Billboard 200             | 14       |
| US Hot Dance Music/Club Play | 1        |

| Država                 | Certifikacija |
| ---------------------- | ------------- |
| Argentina              | Zlatna        |
| Australija             | Platinasta    |
| Brazil                 | Zlatna        |
| Francuska              | Platinasta    |
| Hong Kong              | Platinasta    |
| Nizozemska             | Zlatna        |
| Njemačka               | Zlatna        |
| Španjolska             | Platinasta    |
| Švedska                | Zlatna        |
| Ujedinjeno Kraljevstvo | Platinasta    |
| Sjedinjene Države      | Platinasta    |

### Singlovi
| 1988                                              | "Spotlight"[H] | — | 1 | — | — | — | — | — | — | — | — | — |
| "—" nije izdana ili se nije pojavila na ljestvici |                |   |   |   |   |   |   |   |   |   |   |   |

### Prethodnici i nasljednici na ljestvicama
| Prethodnik La Pubblica Ottusità, Adriano Celentano | Italija broj 1 album (3. siječnja 1988. - 17. siječnja 1988.) | Nasljednik ...Nothing Like the Sun, Sting |

| Prethodnik "The Way You Make Me Feel", Michael Jackson | US Hot Dance Music/Club Play broj 1 singl (LP) (31. siječnja 1988. - 6. veljače 1988.) | Nasljednik "Some Kind of Lover", Jody Watley |